# Teucrium campanulatum
Teucrium campanulatum es una especie de planta herbácea de la familia Lamiaceae.

## Descripción

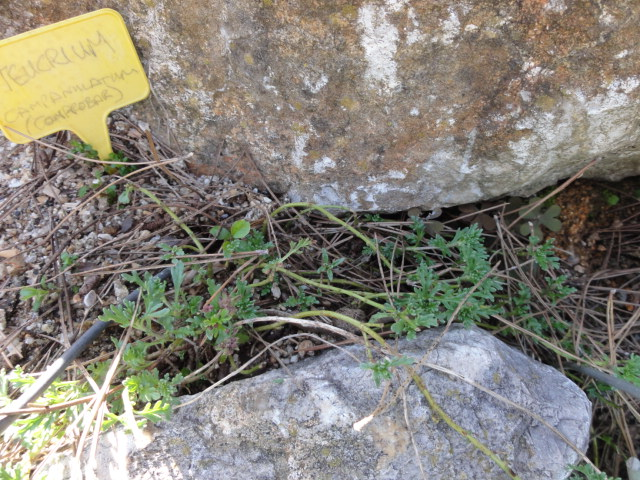
Visión cercana

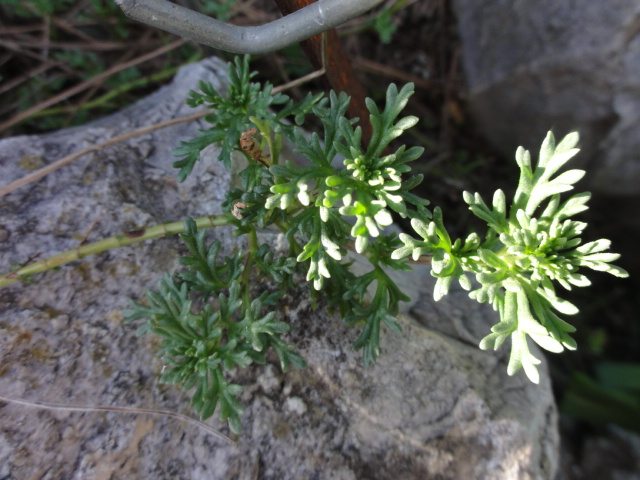
Detalle de Teucrium campanulatum.

Sufrútice de 10-45 cm de altura, erecto o decumbente, a veces con rizomas, con braquiblastos como órganos invernantes. Los tallos son herbáceos, a veces estriados, erectos o ascendentes; los jóvenes con pelos retrorsos, después glabrescentes; los floríferos con pelos retrorsos y glándulas esferoidales. Las hojas miden 10-20 por 8-22 mm y son fasciculadas, ovadas, pinnatisectas, en general penta-sectas, de segmentos laterales tri-sectos, con segmentos de 2-4 por 0,8-2 mm, planos o de margen revoluto, oblongos, ovado-oblongos, agudos, cuneados, con la haz rugosa y el envés cubierto por glándulas esferoidales y algunos pelos curvos o circinados, y con pecíolo de 3-4 mm. La inflorescencia, de 7-25 cm, está formada por 10-20 verticilastros de 2-4 flores. Las brácteas son siempre más largas que las flores, que son hermafroditas, erectas, con pedicelos de 2-3 mm, con pelos retrorsos, pelos circinados y glándulas esferoidales. El cáliz, de 5-5,5 mm, es campanulado, no giboso, pardo, acrescente, abierto en la fructificación, con dientes de 2-2,5 mm, tan largos o más cortos que el tubo, triangulares, el central superior más ancho, con mucrón de 1-1,5 mm, terminal, glabrescente, reticulado, o pubescente con pelos antrorsos en la mitad inferior y retrorsos en la superior y el margen de los dientes, o solo con pelos curvos en la base y el margen de los dientes y algunos pelos circinados esparcidos. La corola, de 9-12 mm, tiene solo un labio, color lila o rosado con tubo de 1,5 mm, muy corto, giboso, emarginado; la garganta mide unos 3 mm, y es rosada; los lóbulos latero- posteriores  tienen 1,5 por 1 mm, oblongos, redondeados, erectos, de extremos divergentes; los lóbulos laterales son de 1,5-2 por 1,5 -2,5 mm, ovados, divergentes y el lóbulo central llega a 4 mm y es espatulado, cóncavo, oblongo, de base muy estrecha. Los estambres están insertos en la base del tubo, con filamentos erectos, papilosos. Los frutos son núculas, de 2,5 por 1,5 mm, elipsoides, reticuladas, con glándulas esferoidales, con ápice con pelos curvos, color castaño.

## Hábitat y Distribución
Crece en substratos arcillosos, limos, margas, yesos o arenas que se encharcan temporalmente; se extiende desde el nivel del mar hasta 600 m de altitud. Florece en mayo y junio.
A pesar de la descripción original de Linneo, en 1753, que señala "Habitat en Oriente", es especie nativa de la región mediterránea occidental y norte de África (Marruecos, Argelia, Túnez y Libia). Es presente en el Sur de España (citada de Algeciras en 1889, y no recolectada desde esta fecha) y en la costa este y comarcas interiores próximas (con las Islas Baleares). También en Italia adriática meridional y Sicilia.

## Taxonomía
Teucrium campanulatum, fue descrita por Carlos Linneo y publicado en Species Plantarum 2: 562. 1753.
Etimología
Teucrium: nombre genérico que deriva del Griego τεύχριον, y luego el Latín teucri, -ae y teucrion, -ii, usado por Plinio el Viejo en Historia naturalis, 26, 35 y  24, 130, para designar el género Teucrium, pero también el Asplenium ceterach, que es un helecho (25, 45). Hay otras interpretaciones que derivan el nombre de Teucri, -ia, -ium, de los troyanos, pues Teucro era hijo del río Escamandro y la ninfa Idaia, y fue el antepasado legendario de los troyanos, por lo que estos últimos a menudo son llamados teucrios. Pero también Teucrium podría referirse a Teûkros, en latín Teucri, o sea Teucro, hijo de Telamón y Hesione y medio-hermano de Ajax, y que lucharon contra Troya durante la guerra del mismo nombre, durante la cual descubrió la planta en el mismo período en que Aquiles, según la leyenda, descubrió la Achillea.
campanulatum: epíteto Latíno aludiendo a la forma del cáliz ("calyce campanulato") en la diagnosis original de Linneo.
Citología
Número de cromosomas de Teucrium campanulatum 2n=30
Sinonimia
- Melosmon campanulatum (L.) Raf., Fl. Tellur., 3: 85, 1837
- Teucrium diversiflorum Moench, Suppl. Meth., p. 132, 1802[10]